# Frankfurter Engel
Il Frankfurter Engel (in italiano Angelo di Francoforte) è un monumento commemorativo situato nella città di Francoforte sul Meno, inaugurato alla fine del 1994.
È dedicato alle persone che sono state perseguitate a causa della loro omosessualità durante gli anni del regime nazista, così come ancora per tutti gli anni '50 e '60 del '900, sia in Germania Ovest che in Germania Est, per il periodo in cui è rimasto in vigore il paragrafo 175, l'articolo di legge tedesca che perseguiva penalmente gli "atti omosessuali" in quanto rubricati come criminali dal Codice penale tedesco del 1871, vigente all'epoca.

## Storia
La storia del monumento è iniziata quando un gruppo di attivisti gay, il 1 dicembre 1990, ha infisso delle croci di legno con i nomi dei morti in un parco vicino al vecchio Teatro dell'Opera. Il sindaco della città, alla fine, ha accettato l'esistenza di un monumento temporaneo, dove parenti ed amici avrebbero potuto portare candele e fiori in memoria delle vittime della persecuzione.
Creato dall'artista Rosemarie Trockel, il monumento è stato costruito all'incrocio delle strade Schäfergasse e Alte Gasse, in "Klaus-Mann-Platz" (dedicata al figlio omosessuale di Thomas Mann, lo scrittore Klaus Mann): è stato aperto al pubblico l'11 dicembre 1994. La figura è ispirata ad una delle 11 statue che ornavano il frontone del portale occidentale della cattedrale di Colonia, andate perdute nel XIX secolo nel corso dei bombardamenti della seconda guerra mondiale.

## Descrizione e stile

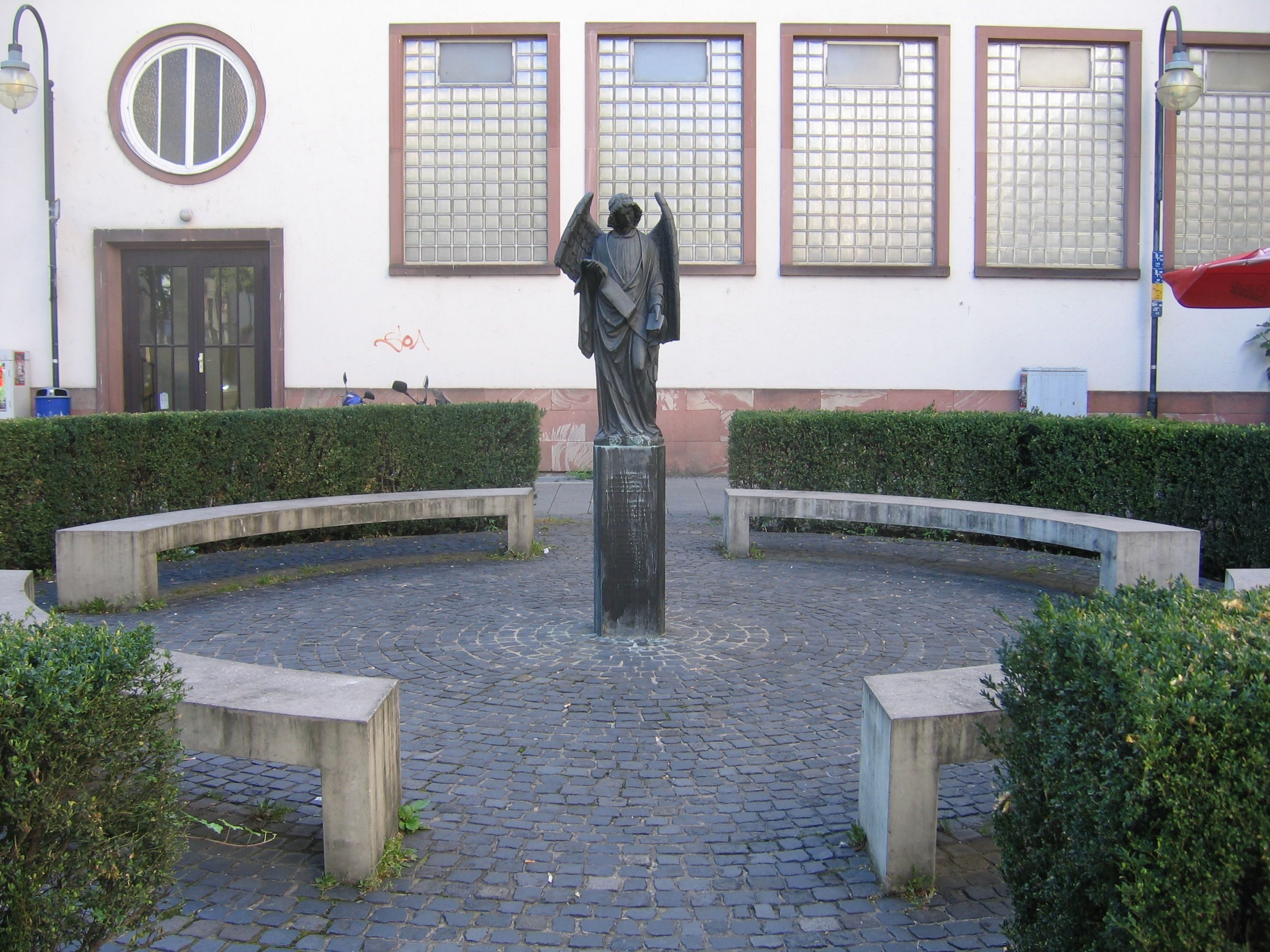
Il "Frankfurter angel" a Francoforte sul Meno.

Il memoriale è rappresentato dalla statua di un angelo, ed è il primo di questo genere realizzato in Germania, seppur dopo alcune lapidi commemorative apposte a Neuengamme e Dachau nel 1985, a Berlino nel 1989 e a Sachsenhausen nel 1992). In seguito, sono stati inaugurati il Rosa Winkel a Colonia (1995) e il Memoriale agli omosessuali perseguitati sotto il nazismo a Berlino (2008).
La statua è posta su di un piedistallo di bronzo ottagonale, con la testa piegata a mostrare sul collo una vistosa cicatrice; le mani dell'angelo reggono un rotolo spiegato.
Alla base della scultura vi è apposta un'epigrafe che così recita: "Gli uomini e le donne omosessuali sono stati perseguitati e uccisi nella Germania nazista. I crimini sono stati negati, i morti nascosti, i sopravvissuti disprezzati e perseguiti. Ricordiamo questo, nella consapevolezza che gli uomini che amano gli uomini e le donne che amano le donne non debbano ancora affrontare la persecuzione. Francoforte sul Meno. Dicembre 1994."
L'iscrizione menziona il fatto che gli omosessuali non furono perseguitati solo durante il regime nazista, ma seguitarono ad esserlo fino a che rimase in vigore l'articolo 175 il quale vietava le pratiche omosessuali tra adulti consenzienti; questo servì a condannare anche i sopravvissuti dei campi di concentramento nazisti fino a quando non è stato completamente abrogato. Gli omosessuali sono stati l'ultima categoria di vittime del nazismo a ottenere riconoscimento ufficiale.